# Atractus guentheri
Espèce
Synonymes
- Geophis guentheri Wucherer, 1861

Atractus guentheri est une espèce de serpents de la famille des Dipsadidae.

## Répartition
Cette espèce est endémique de l'État de Bahia au Brésil.

## Description
Les mâles mesurent jusqu'à 313 mm sans la queue et les femelles jusqu'à 437 mm sans la queue.

## Étymologie
Cette espèce est nommée en l'honneur d'Albert Günther.

## Publication originale
- Wucherer, 1861 : On the ophidians of the Province of Bahia, Brazil (Part I.). Proceedings of the Zoological Society of London, vol. 1861, p. 113-116 (texte intégral).